# Dichiarazione di Maiendorf

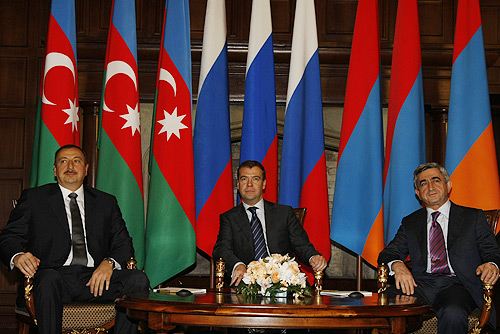
foto ufficiale 2 novembre 2008

La Dichiarazione di Maiendorf  (anche Mayendorf e Meiendorf), conosciuta pure con il nome formale di Dichiarazione di Azerbaigian, Armenia e Federazione Russa o Dichiarazione del Nagorno Karabakh,  è un documento siglato il 2 novembre 2008 nell'omonimo castello moscovita a margine dei negoziati sul Nagorno Karabakh.
Questo documento è stato firmato da Dmitrij Medvedev (Federazione Russa), Serzh Sargsyan (Armenia) e Ilham Aliyev (Azerbaigian) e rappresenta il primo atto ufficiale scritto dopo la fine della prima guerra del Nagorno Karabakh e l'Accordo di Bishkek del 1994.
La dichiarazione si basa su cinque enunciati che, tra frasi diplomatiche di circostanza, stabiliscono alcuni punti fermi nelle trattative.
Le parti convengono infatti di:
- facilitare il miglioramento della situazione e l'instaurazione di stabilità e sicurezza nel rispetto dei principi e delle norme del diritto internazionale;
- tenere a base il precedente lavoro dei mediatori (in particolare i Principi di Madrid);
- accettare opportune garanzie internazionali giuridicamente vincolanti;
- assecondare gli sforzi di mediazione del gruppo di Minsk;
- creare condizioni che contribuiscano a rafforzare la verità.